# Tricky Towers
Tricky Towers è un videogioco multipiattaforma di puzzle prodotto da WeirdBeard Games e pubblicato dall'azienda Soedesco.

## Modalità di gioco
Tricky Towers utilizza meccaniche di gioco di costruzione di torri basate sulla fisica. Sebbene ci siano alcune somiglianze visive con Tetris, il gameplay è completamente diverso. È dotato di blocchi che cadono, ma l'obiettivo non è quello di eliminare file di blocchi, bensì di creare la torre più stabile. I blocchi cadono dalla parte superiore dello schermo e scendono verso il basso. Durante il gioco, gli eventi possono causare modifiche alla fisica del blocco, come raddoppiare le dimensioni, ghiacciarsi e diventare scivolosi o addirittura trasformarsi in pianoforti o mulini. Il giocatore prende il controllo di uno degli avatar magici disponibili e deve, a seconda della modalità di gioco, competere con altri giocatori nella costruzione della sua torre per essere il più alto e stabile possibile il più rapidamente possibile. Le partite sono brevi, veloci e facili da imparare e giocare. I pezzi si muovono con incrementi di mezzo quadrato. 

### Bonus e Malus
Nel gioco si trovano molti Bonus per aiutare il giocatore a rendere la propria torre più stabile ed evitare di farla cadere. Tra i bonus si trovano isole per trovare più spazio, cemento per fermare il blocco quando piazzato o addirittura unire più blocchi con un ricoperto di muschio.
Tra i Malus per mettere in difficoltà l'avversario ci sono abilità che permettono di aumentare di dimensione il blocco dell'avversario, piazzare nebbia per non far vedere all'avversario cosa succede sulla sua torre o trasformare i blocchi avversari in pianoforti, cancelli o mulini.

### Modalità di gioco
Tricky Towers si può giocare in locale fino a 4 giocatori oppure online contro altri utenti provenienti da tutto il mondo oppure da soli nella modalità infinita cercando di ottenere più punti possibili o cercare di completare le 50 sfide presenti.
Ci sono 3 tipi di modalità per giocare le partite:
- Sopravvivenza: se si fanno cadere 3 blocchi la partita è persa e non si può più tornare in gioco;
- Gara: il primo che arriva al traguardo piazzando i blocchi ed arrivando più in alto vince la partita;
- Puzzle: se si tocca la striscia laser con i blocchi si perde automaticamente la partita.

## Sviluppo
Lo sviluppo è iniziato su Tricky Towers dopo che il precedente titolo di WeirdBeard Games, 99 Bricks Wizard Academy, è stato pubblicato nel 2014. È la continuazione di un concetto che hanno sviluppato e migliorato dal 2009, a partire da 99 Bricks Classic, che è stato distribuito nel gioco online piattaforma Kongregate.
Dopo l'uscita sono state aggiunte nuove lingue e skin a blocchi al gioco. Il 19 luglio 2017 è stato pubblicato un DLC Indie Friends più grande che aggiunge una serie di nuovi personaggi magici utilizzando personaggi di altri videogiochi Indie.